# José André de Almeida

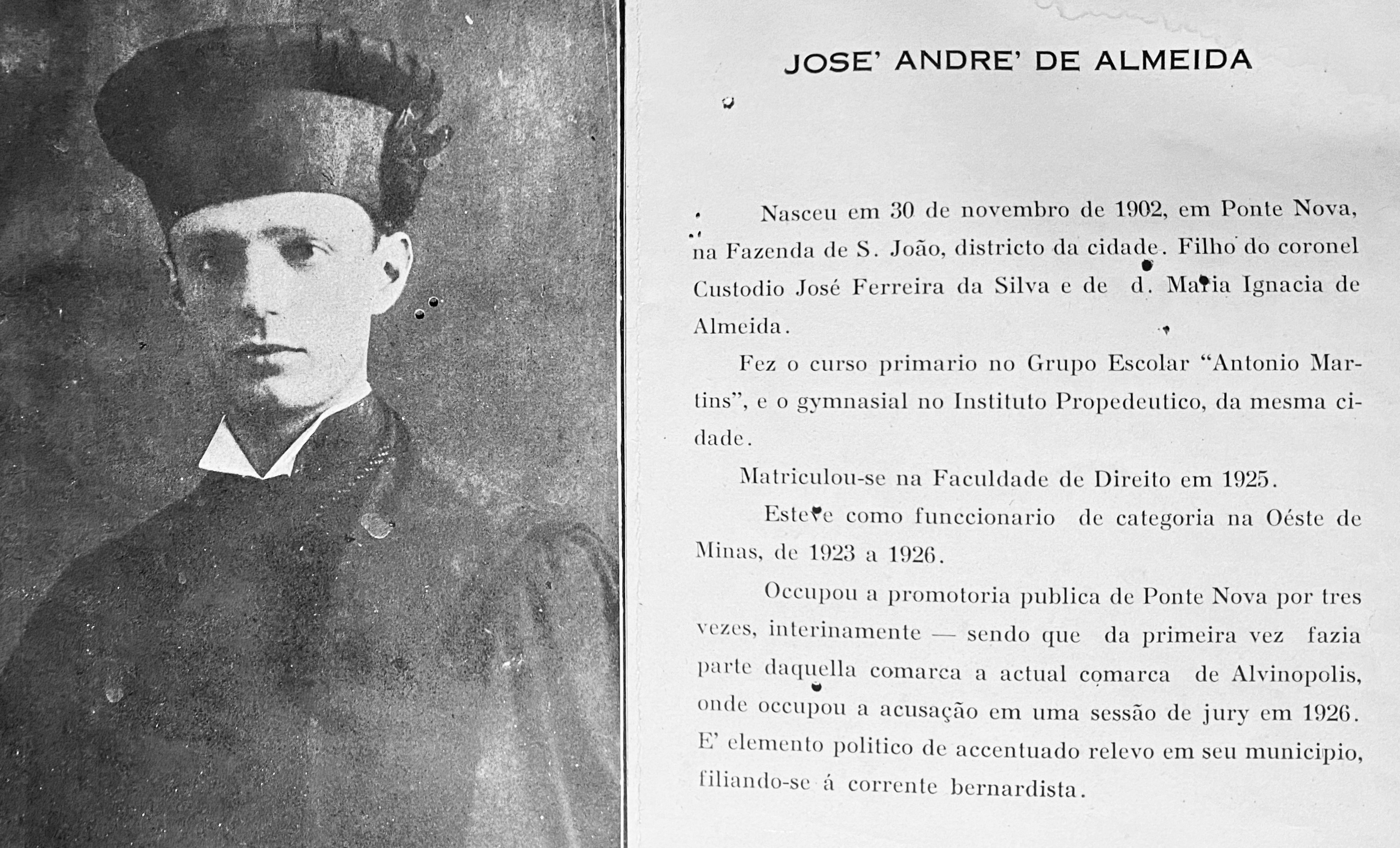
Página do álbum comemorativo, dedicada ao Dr. José André de Almeida

José André de Almeida ((Ponte Nova, ? — ?, 12 de agosto de 1979) foi um político brasileiro do estado de Minas Gerais. Foi deputado estadual em Minas Gerais pelo PR de 1947 a 1951.
Formou-se em Direito pela Universidade Federal de Minas Gerais. A sala da OAB de Ponte Nova leva seu nome.[carece de fontes?]
Quatro de seus filhos seguiram a carreira jurídica, sendo um deles o político Felipe Neri de Almeida.
Era filho do ex-presidente da Câmara e agente do executivo ponte-novense Custódio Silva, morto em 1926, pertencente a uma influente família política de Ponte Nova.
Em 1936, André de Almeida foi eleito vereador para a Câmara Municipal de Ponte Nova, a qual foi fechada pelo Golpe de 1937. Nas eleições realizadas em 19 de janeiro de 1947, foi eleito deputado Estadual pelo PR. Durante seu mandato, que durou até 1951, José André esteve, sempre em destaque, chegando a ocupar algumas Comissões da Assembléia Estadual.

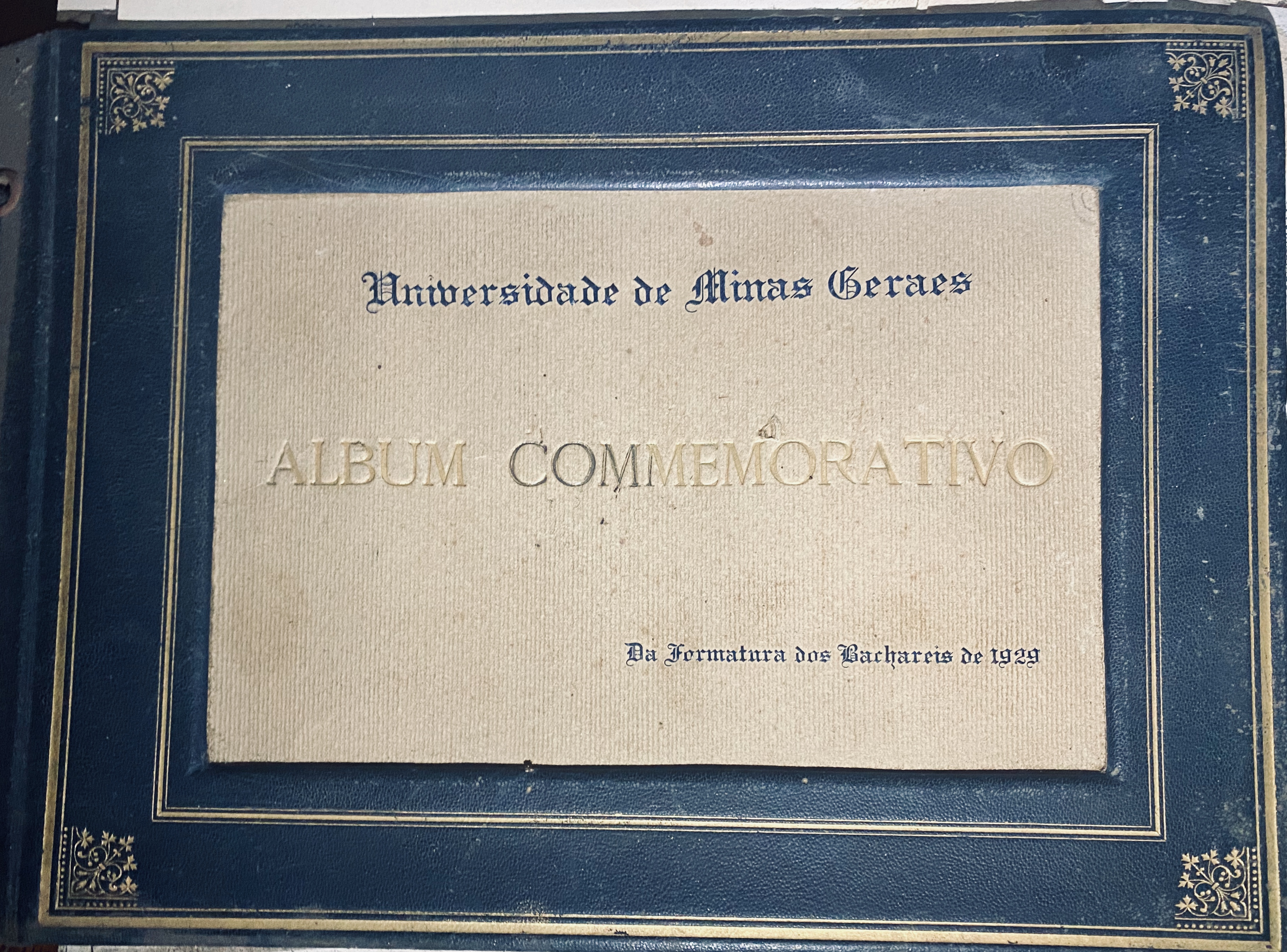
Capa do convite de formatura da Faculdade de Direito da UFMG, turma 1929.